# 103丁目駅 (IND8番街線)
103丁目駅（103ちょうめえき、英語: 103rd Street）はニューヨーク市地下鉄のIND8番街線の駅である。アッパー・ウエスト・サイドの西103丁目とセントラル・パーク・ウエストの交差点に位置し、A系統が深夜のみ、B系統が平日の23時まで、C系統が深夜を除く終日停車している。

## 駅構造
| G  | 地上階                     | 出入口 |
| B1 | 北行急行線                 | ← 通過 |
| B1 | 北行緩行線                 | ← 深夜帯：インウッド-207丁目駅行き（カテドラル・パークウェイ-110丁目駅） ← 平日：ベッドフォード・パーク・ブールバード駅行き、145丁目駅行き（カテドラル・パークウェイ-110丁目駅） ← 168丁目駅行き（カテドラル・パークウェイ-110丁目駅） |
| B1 | 単式ホーム、左側ドアが開く | |
| B1 | 改札階                     | 改札、駅員詰所、メトロカード自動券売機 |
| B2 | 南行急行線                 | → 通過 → |
| B2 | 南行緩行線                 | → 深夜帯：モット・アベニュー駅行き（96丁目駅）→ 平日：ブライトン・ビーチ駅行き（96丁目駅）→ ユークリッド・アベニュー駅行き（96丁目駅）→                                                                                                |
| B2 | 単式ホーム、右側ドアが開く | |

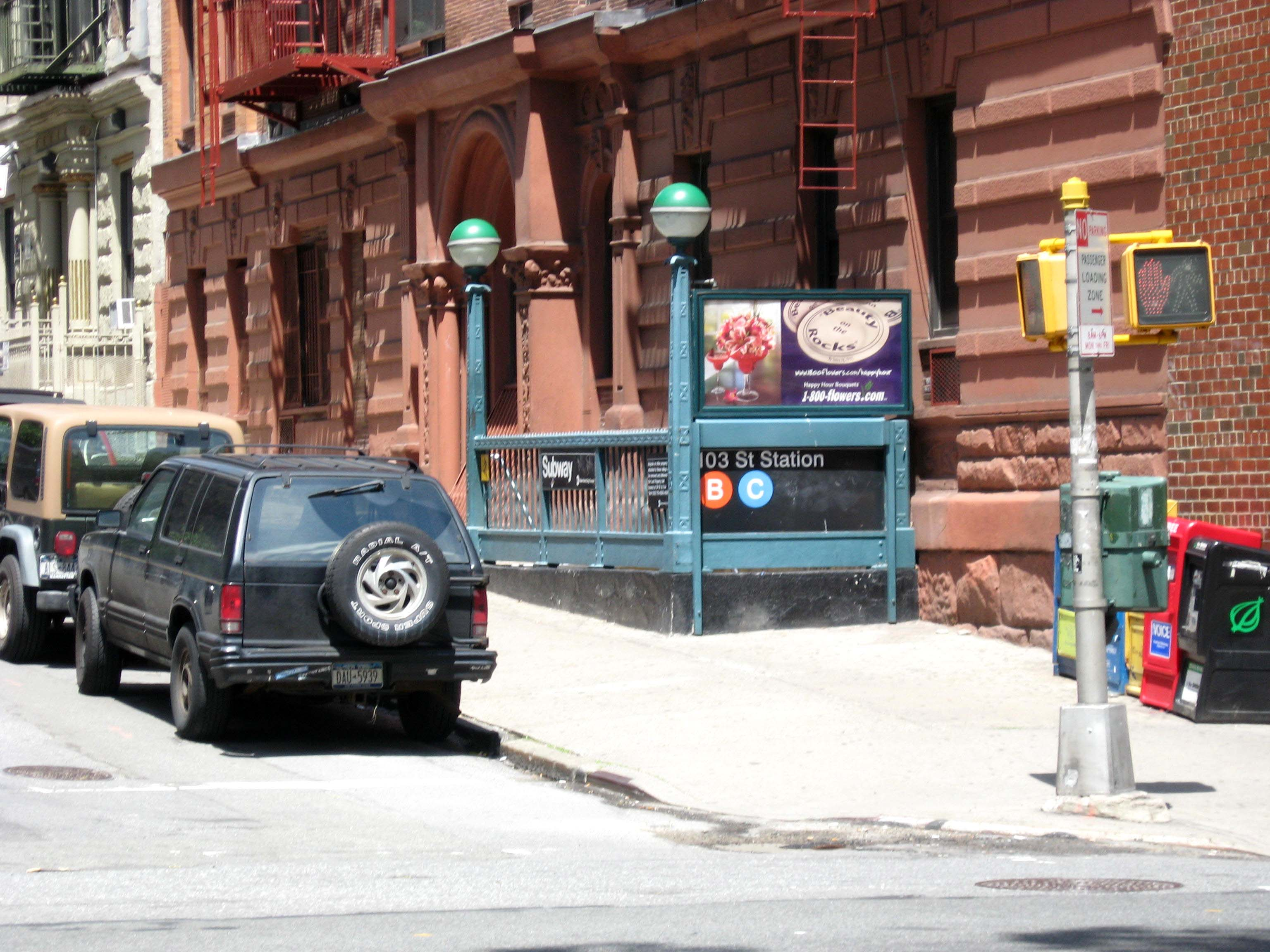
103丁目駅唯一の入口階段

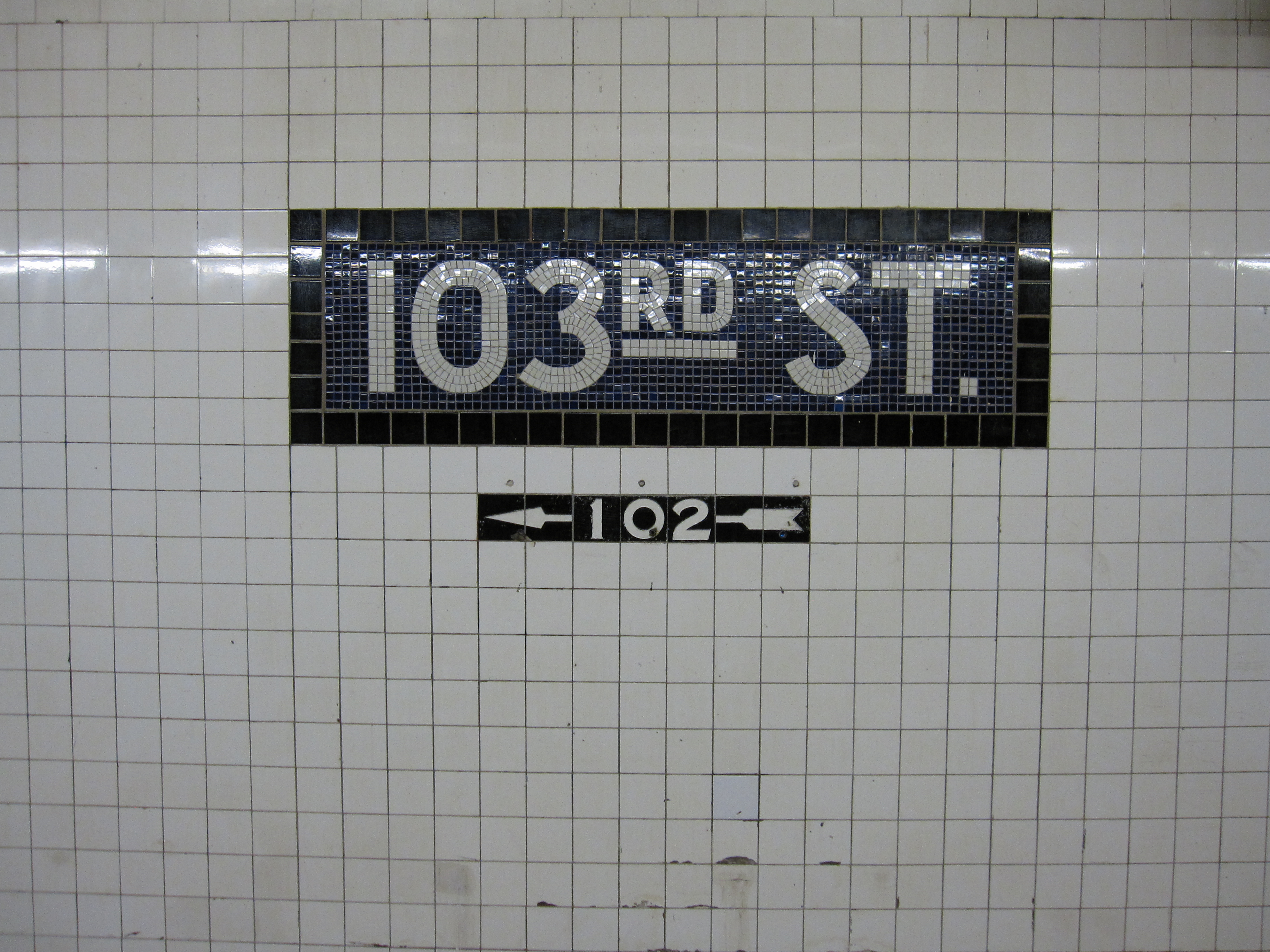
青タイルと白タイルの駅名標の周りを黒タイルで囲んでいる。

この駅は1932年9月10日に開業、上層階（地下1階）を通過する北行緩行・急行線と下層階（地下2階）を通過する南行緩行・急行線が通っており、南北緩行線の西側に単式ホームがある。
両ホームの壁面には駅名が「"103RD ST."」と青と白のタイルの組み合わせで書かれており、その下には矢印付きの小さな標もある。また、青い柱がホームに一定間隔で立っており、そこにはニューヨーク市地下鉄標準の黒地に白文字の駅名標が掲げられている。
駅構内では北行急行線が下層階へと降り、その後北行緩行線と立体交差し110丁目駅へと入る。この区間で西側から順に南行緩行線・南行急行線・北行急行線・北行緩行線の複々線となる。また、IRTレノックス・アベニュー線が当駅北側を通過しているが駅より下の高さを通過しているためホームからの視認は不可能である。
セントラル・パーク・ウエストと西104丁目の交差点東側にはセントラル・パークに隣接して建っている小さな煉瓦倉庫がある。これは駅北側を通過しているIRTレノックス・アベニュー線の非常出口#80であり、この通路は110丁目駅へ続いている。なお、レノックス・アベニュー線はこの地点で北東に進路を変更し、セントラル・パークの真下を通過している。

### 出口
当駅には地下1階ホームの中心に改札口があり、そこに地上への唯一の階段が存在する。地上への階段は西103丁目とセントラル・パーク・ウエストの交差点北西に出ている。改札口はもう2つあり、1つは駅南側の西102丁目付近に、もう1つは反対の駅北側、西104丁目付近にある。